# دورة الأخبار على مدار 24 ساعة

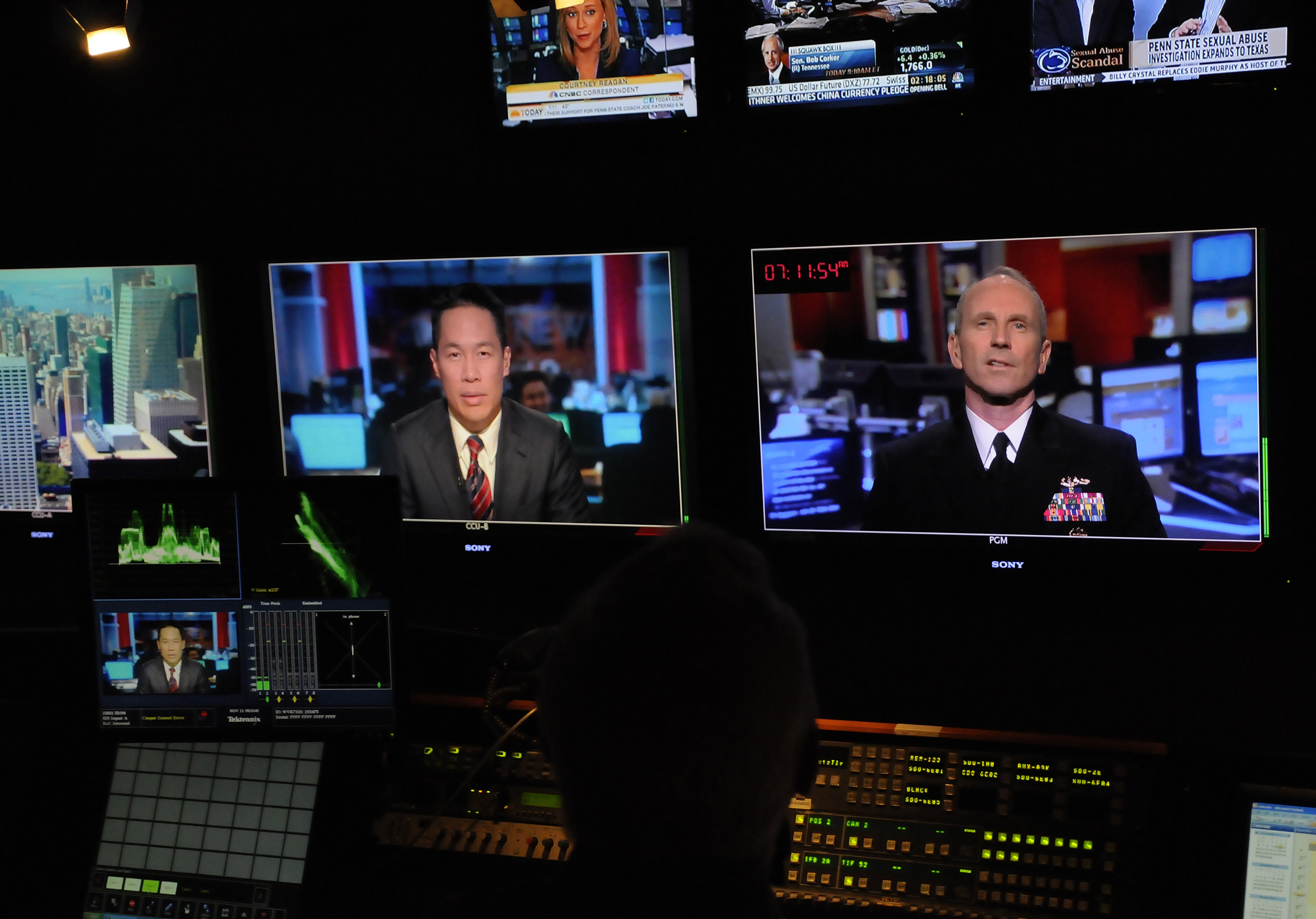
إن بي سي نيوز

الدورة الإخبارية على مدار 24 ساعة (أو دورة إخبارية 24/7) هي عبارة عن تحقيق على مدار 24 ساعة وتغطية الأخبار، مصحوبة بأسلوب حياة سريع الخطى. لقد زادت الموارد الإخبارية الواسعة المتاحة في العقود الأخيرة من المنافسة على جذب انتباه الجمهور والمعلنين، مما دفع مزودي وسائل الإعلام إلى تقديم أحدث الأخبار بأكثر الطرق إقناعا أمام المنافسين. إن وسائل الإعلام التطبيقية التلفزيونية والإذاعية والطباعة عبر الإنترنت والمحمول لديها العديد من الموردين الذين يرغبون في أن يكونوا على صلة بجمهورهم ويقدمون الأخبار أولاً.

على الرغم من أن إذاعة كل الأخبار كانت تعمل منذ عقود، فقد وصلت الدورة الإخبارية على مدار 24 ساعة مع ظهور قنوات تلفزيونية كبلية مخصصة للأخبار  ، وحققت زيادة سريعة في إنتاج الأخبار مع تزايد الطلب على القصص التي يمكن تقديمها كأخبار مستمرة مع التحديث المستمر. كان هذا تباينًا مع وتيرة يوم دورة الأخبار في الصحف اليومية المطبوعة. علاوةً على ذلك، فإن الزيادة الكبيرة في سرعة إعداد التقارير ستشهد زيادة أخرى مع ظهور الأخبار على الإنترنت.

تتكون دورة إخبارية كاملة من التقارير الإعلامية عن بعض الأحداث، تليها التقارير الإعلامية حول ردود الفعل العامة وردود الفعل الأخرى على التقارير السابقة. وقد أدى اختتام القنوات الإخبارية التلفزيونية الكبلية والفضائية على مدار 24 ساعة، وفي الآونة الأخيرة، إلى مصادر الأخبار على شبكة الويب العالمية (بما في ذلك المدونات) إلى اختصار هذه العملية بشكل كبير.

## تقييم نقدي
ووفقًا لصحفيين سابقين هما بيل كوفاتش وتوم روزنستيل، فإن الأخبار على مدار الساعة تخلق منافسة شرسة بين المؤسسات الإعلامية لصالح الجمهور. هذا، إلى جانب الطلب على الربح من ملكية الشركات، أدى إلى انخفاض في المعايير الصحفية. في كتابهم Warp Speed: America in the Age of Mixed Media ، يكتبون أن «الصحافة قد تحركت نحو الإثارة، والترفيه، والرأي» وبعيدًا عن القيم التقليدية في التحقق، والتناسب، والملاءمة، والعمق، وجودة التفسير. وهم يخشون أن يتم استبدال هذه القيم بـ «صحافة التوكيد» التي تؤكد عدم صحة ما إذا كانت المطالبة صحيحة وتشجع رفع دعوى في ساحة المناقشة العامة في أسرع وقت ممكن.

## لقراءة المزيد
- Nik Gowing (2009)، Skyful of Lies & Black Swans، Reuters Institute for the Study of Journalism، مؤرشف من الأصل في 2024-09-12